# المنصور ناصرالدین محمد
المنصور ناصرالدین محمد (عربی: المنصور ناصرالدين محمد بن العزيز؛ ۱۱۸۹ – ۱۲۱۶) سومین سلطان ایوبیان مصر بود. او نوهٔ صلاح‌الدین ایوبی بود و پس از پدرش در سن دوازده‌سالگی به تخت سلطنت نشست. این امر برخی را بر این داشت تا برادر صلاح‌الدین العدل را از سلطنت بردارند. مدت پادشاهی وی در حدود دو سال بود.